# Trupel
Trupel – wieś w Polsce położona w województwie warmińsko-mazurskim, w powiecie iławskim, w gminie Kisielice nad jeziorem Trupel.
W latach 1975–1998 miejscowość administracyjnie należała do województwa elbląskiego.
Przez miejscowość Trupel przebiega trasa rowerowa (szlak niebieski o łącznej długości 26,1 km, biegnący również przez miejscowości Kisielice – Krzywka – Wałdowo – Goryń).

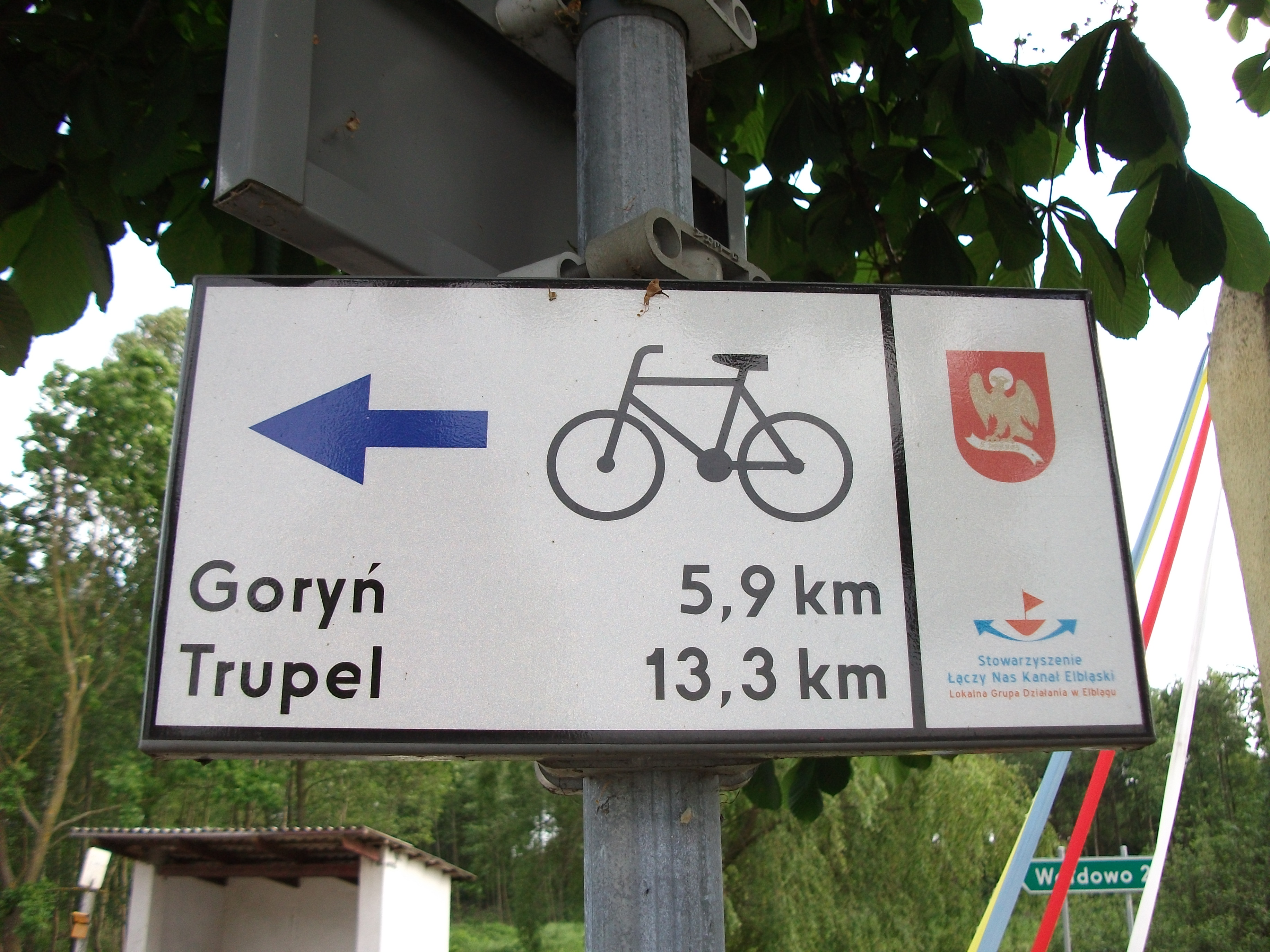
Niebieski szlak rowerowy z Kisielic

We wsi pozostałości parku dworskiego i zabudowań folwarcznych oraz ruina neogotyckiej kaplicy grobowej dawnych właścicieli.